# Битва при Алалии
Битва при Алалии — морское сражение между греческим и объединённым этрусско-карфагенским флотами, произошедшее ок. 540-535 гг. до н.э. В ходе сражения греческий флот сумел отбросить от Алалии этруссков и пунийцев, однако тяжелые потери вынудили греков покинуть город.

## Предыстория
К середине VI века до н.э. Карфаген стал могущественной торговой державой, начав активно колонизировать и захватывать земли в западном Средиземноморье. Одним из основных конкурентов Карфагена был город Тартес, с которым он с переменным успехом вёл войны. Однако ещё в конце IX — начале VIII веков до нашей эры в Западном Средиземноморье появились греческие купцы, а в середине VIII-VII веках и греческие колонии в Восточной Сицилии. Около 600 года неподалёку от устья реки Рона фокейцы основали свою первую колонию Массалию (ныне Марсель). Пунийцы, попытавшись вооружённым путём уничтожить город, в конце концов потерпели поражение и были вынуждены примириться с существованием греческих колоний в северном Средиземноморье. В конце VII века карфагеняне утратили доступ и в Италию. Положение Карфагена стало особенно тяжелым после того, как в первой половине VII века фокейцы построили на Корсике город Алалию. Его жители грабили соседей и проходившие мимо купеческие корабли; они, видимо, полностью дезорганизовали торговлю в этом районе. Особую важность городу придавало его положение — он был расположен на важнейших торговых путях, связывающих Африку и Галлию, Италию и Галлию, Италию и Испанию.
Пошатнувшееся поражение Карфагена постарался укрепить правивший в это время Магон. Он провёл военные реформы, создав сильную наёмную армию, а также обеспечил, возможно, с помощью династического брака, благожелательный нейтралитет Сиракуз, которые также были недовольны фокейскими конкурентами. Наиболее важным действием Карфагена во время подготовки войны с греками было заключение договора с этруссками, так как усиление греков угрожало в том числе и им, особенно важному этрусскому торговому центру Цере. Пунийцы и этруски, у которых к тому времени уже были тесные торговые связи, заключили специальные соглашения, включавшие трактаты о взаимных гарантиях граждан и договоры о военном союзе. Таким образом, возник военный пунийско-этрусский союз, противостоящий фокейско-тарсесской коалиции.

## Ход битвы и последствия
Подробности боя неизвестны. Согласно Геродоту, союзники выставили 120 кораблей, по 60 от пунийцев и этрусков, у фокейцев было вдвое меньше. В результате сражения греки отбросили объединённый флот, однако дорогой ценой: 40 кораблей было потоплено, оставшиеся 20 получили сильные повреждения (у них были сбиты тараны), все захваченные в плен греки были казнены.
В результате битвы Алалия была покинута, её жители переселились в Элею, что позволило в полном объеме восстановить карфагенско-этрусскую торговлю. Также греки-фокейцы эвакуировали свои поселения c Корсики, которая перешла под власть этрусков, при этом карфагеняне окончательно закрепились в Сардинии и уничтожили своего главного конкурента на западе, разрушив Тартесс.